# Карташов, Валентин Антонинович
Валентин Антонинович Карташов (8 марта 1919, Саранск — 2 мая 2010, Саранск) — учёный, специалист в области истории инженерной науки.

## Биография
Родился в городе Саранске в семье служащих. Окончил Московский институт инженеров транспорта, путейский факультет (1942 год).
Участник Великой Отечественной войны (1942—1945 года). Награждён Орденом Красной Звезды.
После успешной защиты кандидатской диссертации в 1949 году, на тему «Напряжённое состояние узлов металлических пролётных строений мостов при неполном перекрытии стыков», направлен в Саратовский автодорожный институт. Доцент (с 1952 года), заведующий кафедрой.
C 1958 года — в Мордовском государственном университете. В 1958 году на инженерно-техническом факультете при участии Валентина Антониновича было открыто отделение «Промышленное и гражданское строительство». Этим было положено начало высшему строительному образованию в республике. С 1960 по 1961 годы был деканом инженерно-технического факультета. Заведующий кафедрой сопротивления материалов и строительного дела (1958—1968 годы), переименованной впоследствии в кафедру строительных конструкций и строительной механики (1968—1980 годы). В 1962—1970 годах — проректор по научной работе университета. Доцент кафедры (с 1982 года).

## Научная работа
Заведуя в 1968—1979 годах кафедрой строительных конструкций и строительной механики, Карташов руководил комплексной кафедральной научной темой «Работа строительных конструкций в зонах узлов, стыков и сопряжений», которая входила в общесоюзный план научных исследований в области металлических конструкций. На основании результатов научных исследований, выполненных под руководством Карташова, были разработаны новые более индустриальные конструкции пролётных строений мостов. Занимаясь обследованиями металлических конструкций зданий и сооружений, В. А. Карташов исследовал влияние геометрических несовершенств на их работоспособность и предложил множество вариантов увеличения эксплуатационной надёжности конструктивных элементов. Работы Карташова по исследованию упругих систем с заданными напряжениями стали оригинальным направлением учения о прочности и деформативности тел.
Внёс существенный вклад в науковедение, долгие годы работал над проблемами истории механики, как древнейшей и универсальной науки. Изучая труды учёных древности (Архимед, Витрувий), Эпохи Возрождения (Леонардо да Винчи, Иоганн Кеплер) и Нового времени (академик Владимир Шухов). Сформулировал материальную основу их мировоззрения. Эти идеи изложил в книгах: «Ранние этапы развития строительной механики» (1973), «Из истории учения о прочности и деформативности тел» (1991), «История развития расчётов на прочность, жёсткость и устойчивость» (1993).
Под руководством Карташова подготовлены 5 кандидатов технических наук в области исследования напряжённо-деформированного состояния стальных конструкций. Внёс значительный вклад в дело подготовки инженерно-технических кадров и оказание научно-технической помощи строительным организациям Мордовии.
Автор 10 монографий, 5 учебников, более 20 учебных пособий, 1 из которых с грифом УМО вузов РФ, более 400 научных статей. Имеет 4 авторских свидетельства на методы испытаний.

## Награды
За проявленный героизм и активное участие во фронтовых условиях в восстановлении и строительстве мостов награждён орденом Красной звезды, как участник Великой Отечественной войны.
За научно-педагогическую и организаторскую деятельность награждён двумя орденами «Знак Почёта», 8 медалями, знаком «Отличный строитель» (1944 год), почётной грамотой Минвуза РСФСР (1982 год). ветеран труда Мордовского университета (1997). Лауреат премии Главы Республики Мордовия (2009). Заслуженный строитель Мордовской АССР (1979 год) и Российской Федерации.

## Книги и учебные пособия
- Карташов В. А. Ранние этапы развития строительной механики. Саранск, 1973.
- Карташов В. А. Применение методов теории упругости к расчёту строительных конструкций и оснований сооружений. Саранск, Издательство Мордовского университета, 1986.
- Карташов В. А. Из истории учения о прочности и деформативности тел. Саранск, Издательство Мордовского университета, 1991. — 174 с.- ISBN 5-7103-0027-6.
- Карташов В. А. История развития расчётов на прочность, жёсткость и устойчивость, Москва, 1993—116 с. — ISBN 5-7103-0135-3.
- Карташов В. А. Избранные главы курса «Сопротивление материалов» / В. А. Карташов,В. И. Федосейкин; Под общ.ред. В. А. Карташова. — Саранск, Издательство Мордовского университета, 2000. — 112 с.- ISBN 5-7103-0552-9.
- Черкасов В. Д., Карташов В. А., Юркин Ю. В. О ползучести композитов с дискретными включениями// Вестник Мордов. ун-та. 2002 № 1-2. С. 138—142.
- Черкасов В. Д., Карташов В. А., Киселёв Е. В. О деформативных свойствах ячеистых бетонов / Материалы Всероссийской научно-технической конференции «Проблемы строительного материаловедения: 1-е Соломатовские чтения». — Саранск: Изд-во Мордов. ун-та, 2002. — С. 386—392.
- Карташов В. А. Бенедикт Спиноза как естествоиспытатель / Материалы Всероссийской научно-технической конференции «Актуальные вопросы строительства. Вып. 1». — Саранск: Изд-во Мордов. ун-та, 2002. — С. 155—172.
- Карташов В. А. О работах Леонардо Да Винчи в области фундаментостроения / Материалы Всероссийской научно-технической конференции «Актуальные вопросы строительства. Вып. 1». — Саранск: Изд-во Мордов. ун-та, 2002. — С. 172—176.